# Phelister rubidus
Phelister rubidus är en skalbaggsart som beskrevs av Hinton 1935. Phelister rubidus ingår i släktet Phelister och familjen stumpbaggar. Inga underarter finns listade i Catalogue of Life.